# 小行星6391
小行星6391（6391 Africano）是一颗绕太阳运转的小行星，为主小行星带小行星。该小行星于1990年1月21日发现。

## 轨道参数
小行星6391的轨道半长轴为2.6440166 UA，离心率为0.135。